# Save-Ums!
Save-Ums! (Pronunciado Seibons) es una serie de televisión animada en CGI en formato 3D canadiense producida por CBC, The Dan Clark Company, C.O.R.E., Decode Entertainment y Discovery Kids (Estados Unidos). Se estrenó en 2003 hasta 2005.

## Historia
Los Save-Ums son un grupo de amigos muy amigables que ayudan a sus amigos de otros mundos. Ellos tienen un lema llamado Pequeños y poderosos que lo dicen antes de ir a una misión. Los Save-Ums son pequeños, pero a pesar de eso son unos seres poderosos, que no necesitan ser grandes para ayudar a los demás. Sus amigos siempre pueden contar ellos. La mayoría de los personajes son de diferentes mundos.
Los "Save-Ums" tienen sus transportes: El Subcóptero, El Zumbador y El Ka-Topo.
El equipo está integrado por los siguientes personajes:
- Noodle: es un Save-Ums que tiene forma rectangular. Es el líder de los Save-Ums, es muy optimista y muy amigable aunque a veces un poco tímido. Él sabe cómo decir las cosas y también sabe cómo dar buenos consejos a los demás. Tiene su propio transporte de dos asientos llamado El Subcóptero. Se llama así porque su máquina vuela como un helicóptero y se sumerge como un submarino.
- Jelly: es otro de los Save-Ums, tiene orejas de gato, es muy apasionado de la acción, el deporte y las carreras aunque también le tiene miedo a la oscuridad y a los monstruos, pero sobre todo ayuda a los demás. Sus mejores amigos son Noddle y Ka-Chung. Él también tiene su propio transporte de dos asientos llamado El Zumbador, que es parecido a una lancha ya que la única diferencia es que se puede usar tanto en agua como en la nieve. En Latinoamérica se le conoce como Punchie.
- Ka-Chung: es otro de los Save-Ums, se parece a un hipopótamo, le encanta la gimnasia aunque sea muy pesado. Él tiene un grito en el momento que la alarma suena o cuando pasa algo bueno siempre grita "KA-CHUNG, ¡RATATÁN!". Él también tiene su propio transporte llamado El Ka-Tatán, que es una máquina que viaja debajo de la tierra y también como el subcóptero viaja bajo el mar, es muy usado también para hacer agujeros.
- Foo: es otra de los Save-Ums, es también la única chica junto con Jazzi, se parece a un pez ángel, es la más pequeña de los demás, pero es la más ruda y más valiente. En un capítulo especial que va dedicado a ella, se encuentra muy triste ya que se sentía muy pequeña para hacer cosas grandes, por lo cual Jazzi y Noddle la consolaron recordando todas las grandes acciones que ha hecho. También tiene una máquina la cual es muy diferente a las demás, es un propulsor que le hace a Foo volar y tiene un botón para meterse bajo el mar cuando quiera.
- Jazzi: es otra de los Save-Ums, es la única chica del grupo de los pequeños y poderosos junto con Foo, es muy dulce, amable aunque un poco ruda en algunas ocasiones, es muy buena para dar consejos. Ella tiene un hermanito llamado B.B. Jammies. Se dice que ella está enamorada de Jelly, pero resultó que en ese momento nunca se habló que entre los dos estén enamorados, ya que también los dos coinciden en los mismos gustos. Es la única de los personajes que no tiene un transporte, aunque también antes que se estrenara la serie habían pensado tener un transporte para Jazzi de dos asientos, pero nunca se ha mostrado ni mencionado. En Latioamerica se le conoció como Violeta.
- B.B. Jammies: es el más pequeño del grupo. Tiene 2 años de edad, tiene la cabeza como una pelota de rugby, es el hermanito menor de Jazzi. Es muy juguetón y se pasa todo el rato jugando con los Puffs. En cada episodio siempre sale él empezando la serie en algunas ocasiones.
- Los Puffs: son unas simpáticas pequeñas criaturas esponjosas y coloridas que viven en la central. Son las mascotas de los Save-Ums.

También se encuentran otros personajes a los cuales los Save-Ums salvan cuando estos se encuentran en problemas:
- Oscar: es un mono muy deportista, le encantan los juegos y los juguetes. A veces se enoja cuando alguien le hace algo que a él no le gusta; es muy tartamudo y a veces un poco miedoso.
- Tina: es otra mona de la isla, es la hermana menor de Oscar, le gustan las flores, todo lo bello y el arte, ella tanto como su hermano se pasan peleando, pero también se ayudan unos a otros.
- Raymundo: es una pequeña hormiga macho de color café obscuro, es muy inteligente y bueno para cocinar aunque sea pequeño. Él, junto a su hermana menor "Hormiguita", tiene la dura tarea de cuidar a una bebé dinosaurio en el mundo.
- Hormiguita: es una pequeña hormiga de color café claro, la más pequeña del mundo de lava. Le gusta la acción, el deporte y odiaba usar los elementos de seguridad hasta que Noodle y Ka-Chung y su hermano mayor Raymundo la pudieron convencer y junto a su hermano tiene la dura tarea de cuidar a la Dino Bebé.
- Dino Bebé: es una pequeña bebé dinosaurio, a pesar de que ella es la más grande del mundo de Lava, es cuidada por Raimundo y Hormiguita, muchas veces con la ayuda de los Save-Ums.
- Winston: es una ballena con gafas, de los cuales depende su vista, aunque no le guste usarlos; cuida de su propio jardín bajo el agua y se preocupa por el bienestar de sus amigos.
- Andre: es un caballo de mar, viste con una capa hecha por su padre con una manta. Su deseo es ser el primer Super-hipocampo del mar, por lo que se esfuerza para lograrlo.

## Mundos
Existen tres diferentes mundos que son: El mundo de lava, El mundo de las rocas y El mundo de las olas.
- El mundo de lava: es uno de los principales mundos de la serie, el mundo muestra un volcán en el centro de la isla rodeada de palmeras y árboles tropicales, en el volcán hay una roca que tiene la forma de la cara de un simio, en esta isla viven los siguientes personajes.
- El mundo de las rocas: este mundo se llama así ya que en toda la isla tiene puras rocas por donde sea. El mundo es conocido por las montañas de rocas gigantes y que también al centro de la segunda montaña de roca hay una cara sonriente.
- El mundo de las olas: un mundo bajo el agua, en él hay un jardín marino y un barco pirata.

## Voces

### Personajes principales
| Personaje     | Actor de voz original | Actor de doblaje en Hispanoamérica | Temporada        |
| ------------- | --------------------- | ---------------------------------- | ---------------- |
| Jazzi         | Tajja Isen            | Maythe Guedes                      | 1-2              |
| Foo           | Aaryn Doyle           | Rebeca Aponte                      | 1-2              |
| Foo           | Aaryn Doyle           | Leisha Medina                      | 1ª (un episodio) |
| Noodle        | Mark Rendall          | Ricardo Sorondo                    | 1                |
| Noodle        | Cameron Ansell        | Mariela Díaz                       | 2                |
| Ka-Chung      | Mitchell Eisner       | Mercedes Prato                     | 1-2              |
| Custard Jelly | Jordan Francis        | Ezequiel Serrano                   | 1                |
| Custard Jelly | Grey DeLisle          | Ezequiel Serrano                   | 2                |
| B.B. Jammies  | Connor Price          | Gonzalo Fumero                     | 1-2              |

### Personajes secundarios
| Personaje  | Actor de voz original | Actor de doblaje en Hispanoamérica | Temporada |
| ---------- | --------------------- | ---------------------------------- | --------- |
| Winston    | Asa Perlman           | Kaihiamal Martínez                 | 1-2       |
| Pulpolena  | Stephanie Beard       | Valeria Castillo                   | 1-2       |
| André      | ¿?                    | Rolman Bastidas                    | 1-2       |
| Tony       | Demore Barnes         | Juan Guzmán                        | 1-2       |
| Sal        | Demore Barnes         | ¿?                                 | 1         |
| Sal        | Demore Barnes         | Luis Miguel Pérez                  | 2         |
| Raymundo   | Carlos Díaz           | José Manuel Vieira                 | 1-2       |
| Hormiguita | José Manuel Vieira    | Yensi Rivero                       | 1-2       |
| Oscar      | Scott Beaudin         | Luis Carreño                       | 1-2       |
| Tina       | Melanie Tonello       | Giannina Jurado                    | 1         |
| Tina       | Melanie Tonello       | Leisha Medina                      | 2         |
| Collin     | Robert Smith          | Antonio Delli                      | 1-2       |
| Elizabeth  | Dolly Reno            | Melanie Henríquez                  | 1-2       |
| Dory       | Alexandra Lai         | Jhaidy Barboza                     | 1-2       |
| Terrell    | ¿?                    | Gonzalo Fumero                     | 1-2       |

## Errores
- En un capítulo cuando Raymundo y Hormiguita estaban en peligro, cuando pasa en una escena las orejas de Ka-Chung desaparecen.
- En el capítulo "Dinosandwich" Jazzi se sale de cinturón cuando iba en el vehículo con Jelly.
- Cuando Tony y Sal escuchaban el consejo de Jelly en el capítulo "Operación banana split" la insignia de Jelly desaparece.
- En algunos capítulos el puff azul aparece con forma de cubo y en otros en forma de cilindro.
- En varios capítulos de la primera y segunda temporada el puff amarillo tenía sus orejas amarillas, y a partir de la tercera temporada sus orejas son negras básicamente puede ser una confusión o un error.